# British War Medal
La British War Medal era una medaglia di campagna militare inglese coniata per ricompensare quanti avessero partecipato alla prima guerra mondiale tra il 1914 ed il 1920.

## Storia
L'istituzione della medaglia ebbe luogo nel 1919, e venne realizzata per ricompensare ufficiali e soldati inglesi e dell'impero britannico che fossero stati in servizio dal 5 agosto 1914 all'11 novembre 1918. Per gli ufficiali e gli uomini della Royal Navy, dei Royal Marines e delle forze navali dei Dominion e delle colonie (incluse le riserve) era previsto un servizio attivo minimo di 28 giorni.
Il periodo di concessione della medaglia venne esteso poi sino al 1920 per le operazioni di sabotaggio delle mine e la liberazione dei mari oltre che per il completamento di alcune operazioni in Russia, mar Baltico, Siberia, Mar Nero e Mar Caspio.
Le medaglie vennero conferite in un totale di 6.500.000 di esemplari, di cui 110.000 in bronzo le quali vennero destinati a personale cinese, maltese e indiano che prestò servizio nei battaglioni di lavoro.

## Descrizione
La medaglia è costituita da un disco d'argento (in rari casi di bronzo) sul quale è raffigurata sul diritto l'effigie del re Giorgio V del Regno Unito rivolta verso sinistra, corredata dal titolo GEORGIVS V BRITT: OMN: REX ET IND: IMP: in latino. Sul retro la medaglia presenta la figura di san Giorgio, nudo, armato sul suo cavallo (allegoria della forza fisica e mentale dell'Inghilterra). Il cavallo cammina sopra uno scudo con le armi della Germania e su un teschio con due ossa incrociate. In alto risplende simbolicamente il sole della vittoria con le date 1914-1918.
Il nastro era metà arancio con una striscia bianca, una piccola striscia nera ed una striscia blu per parte.